# Gasthof Zur Schwane (Volkach)

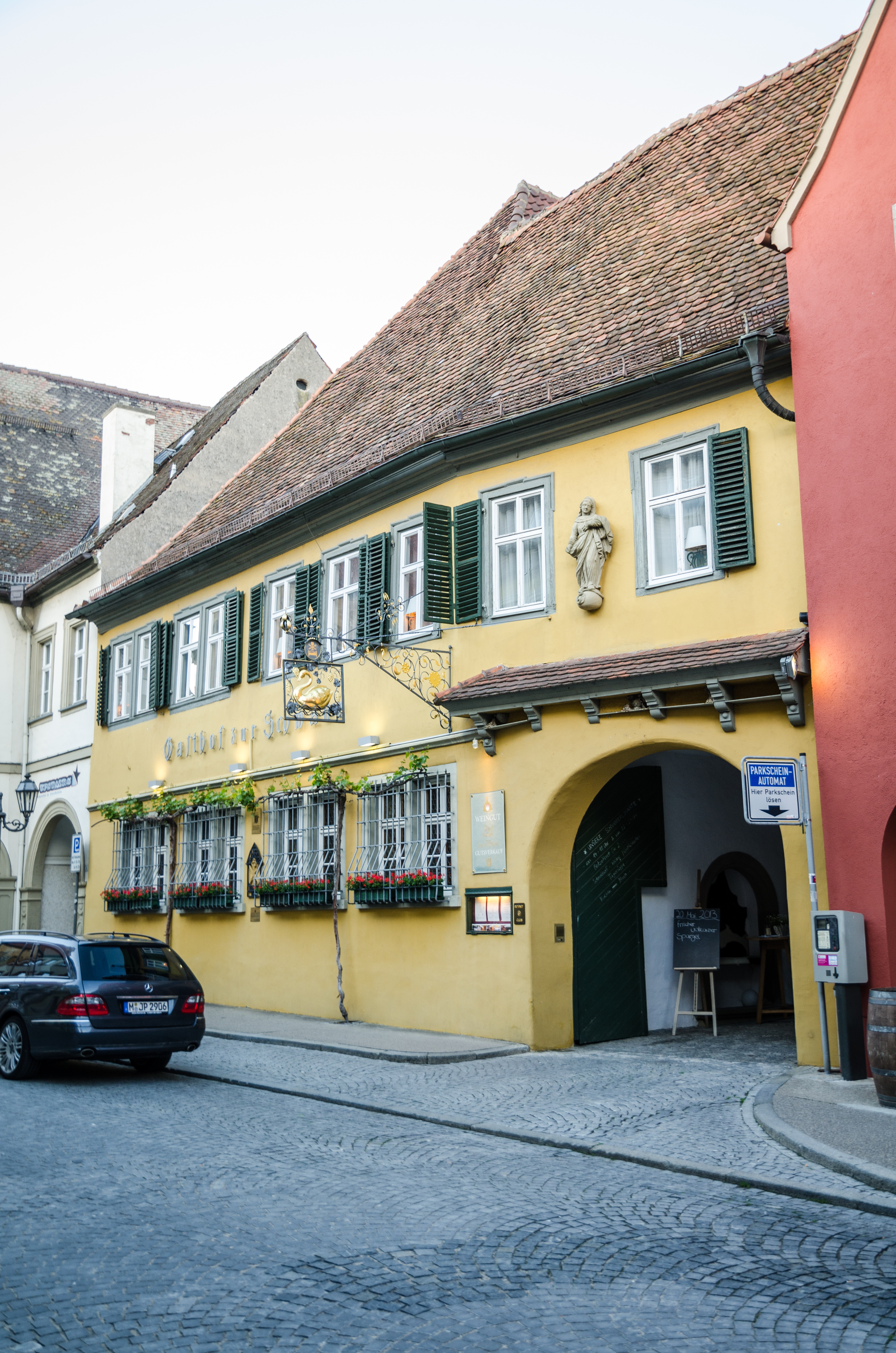
Der Gasthof in der Volkacher Hauptstraße

Der Gasthof Zur Schwane (Adresse Hauptstraße 12, früher Hausnummer 361) ist eines der ältesten Gasthäuser Frankens. Das Gebäude befindet sich an der Hauptstraße inmitten der unterfränkischen Stadt Volkach. Das Unternehmen umfasst heute neben dem Gastbetrieb und einem Hotel auch ein prämiertes Weingut, früher wurde ebenfalls eine Brauerei in den Räumlichkeiten betrieben.

## Geschichte
Der Gasthof wurde bereits im Jahr 1404 erstmals erwähnt, er wurde damals von der namensgebenden Familie Schwan geführt. Zunächst war den Wirten des Schwanengasthauses das Bierbrauen noch verboten. Ein Vermerk im Volkacher Salbuch begründete dieses Verbot damit, dass das Bier dem Weinabsatz schaden könnte. Im Jahr 1675 braute Georg Schwan (1644–1678) dennoch unerlaubt Bier, er wurde von der Stadt Volkach angeklagt und verurteilt. Fortan wurde das Bier der Brauerei Düll aus dem nahen Krautheim ausgeschenkt.
In der Folgezeit wurde Georg Schwan allerdings erlaubt, ein Jahr lang selbst Bier zu brauen. Er belieferte nun auch die Gasthöfe in der näheren Umgebung. Erst am 15. Februar 1734 erteilte die Stadt endgültig das Privileg hier Bier zu brauen. Adam Reinold, der damalige „Schwanenwirt“ baute eine eigene Brauerei in ein Nebengebäude des Gasthauses. Er produzierte neben dem leichteren Winterbier auch ein sogenanntes Sommerbier.
Gesichert ist auch, dass die Wirte der Schwane Hopfengärten in der Umgebung der Stadt unterhielten. Am 20. Februar 1863 wurden diese Gärten teilweise an Georg Fischer aus Garstadt verkauft. Im Jahr 1830 ist die Brau-Konzession in den Händen von Franz Kaltwasser nachgewiesen. Er wird auch der Wirt des Gasthofes Zur Schwane gewesen sein. Im Jahr 1868 wurde der Gasthof verkauft, neuer Eigentümer wurde ein Herr J. L. Sartorius.
Am 7. Oktober 1872 wechselte die Konzession und das Gasthaus wiederum den Besitzer. Georg Goeb aus Theilheim wurde neuer Schwanenwirt. Doch bereits im Jahr 1887 war ein anderer Eigentümer für das Gasthaus nachgewiesen. Georg Christen musste zu diesem Zeitpunkt Konkurs anmelden. Sein Nachfolger wurde der Gerolzhöfer Michael Stephan, der das Gebäude am 18. Januar 1887 erwarb. Zu diesem Zeitpunkt wurde der Durchgang zwischen Hauptstraße und Zehentgasse auch „Schwanengasse“ genannt.
Die Familie Stephan blieben bis weit ins 20. Jahrhundert im Besitz des Gasthofes. Vor 1935 waren Michael Stephan und seine Frau Agnes im Besitz des Schwanen. Am 6. Februar 1935 verstarb Michael Stephan und seine Frau führte die Wirtschaft alleine weiter. Noch im selben Jahr verkaufte Agnes das Gasthaus. Das Gasthaus besaß auch einen Keller. Er lag an der Gaibacher Steige, der sogenannten „Brunnstäch“ (vmf. Brunnsteige).
Neue Besitzer wurde Josef Maria Pfaff II. und seine Frau Maria. Pfaff war Weinbauer und begann erstmals unter dem Namen „Zur Schwane“ auch mit dem Weinanbau, die Brauerei wurde zu diesem Zeitpunkt stillgelegt. Bereits 1937 kam das Weingut in die Hände von Petra und Michael Pfaff. Im Jahr 1993 wurde das Gut prämiert und war fortan Teil des Verbands Deutscher Prädikatsweingüter (VDP). 1997 folgten Eva Pfaff-Düker und Ralph Düker als neue Besitzer des Weingutes.

## Architektur
Das Gebäude präsentiert sich als zweigeschossiges Traufseithaus. Das Obergeschoss weist verputztes Fachwerk auf. Im 18. Jahrhundert wurde das Gebäude umfassend erneuert. Unterhalb des Hauses erstreckt sich ein noch heute erhaltener Bruchsteinkeller, der von einem Tonnengewölbe überspannt wird. Im Innenhof wurde in neuerer Zeit die ursprünglich hier bestehende Holzlaube rekonstruiert. Das Gebäude wird vom Bayerischen Landesamt für Denkmalpflege als Baudenkmal eingeordnet.